# Mike Moh
Mike Moh (Atlanta, 19 augustus 1983) is een Amerikaans acteur en stuntman.

## Carrière
Moh speelde eerst kleine rollen in verschillende kungfu films en doet ook heel wat werk als stuntman. Hij heeft een vijfde graad zwarte band in Taekwondo wat van pas komt voor het spelen van Aziatische vechtfilms. Zijn meeste bekende rollen zijn die van Triton in de Marvelserie Inhumans en van Bruce Lee in Once Upon a Time in Hollywood. Voor deze laatste rol kreeg hij zeven nominaties maar kon er geen enkele van verzilveren.

## Filmografie

### Films
| Jaar | Film                          | Rol                      |
| ---- | ----------------------------- | ------------------------ |
| 2006 | Rob-B-Hood                    | /                        |
| 2011 | Where the Road Meets the Sun  | Misaki's nieuwe geliefde |
| 2014 | School Dance                  | Tram                     |
| 2019 | Once Upon a Time in Hollywood | Bruce Lee                |
| 2019 | Killerman                     | Baracuta                 |
| 2021 | Boogie                        | Melvin                   |
| 2021 | Untitled 47 Ronin Sequel      | /                        |

### Series
| Jaar      | Serie                           | Rol                                              | Extra   |
| --------- | ------------------------------- | ------------------------------------------------ | ------- |
| 2009-2010 | Kamen Rider Dragon Knight       | Kamen Rider Axe / Danny Cho / Hunt               | 17 afl. |
| 2011      | House M.D.                      | Waiter                                           | 1 afl.  |
| 2011      | 2 Broke Girls                   | Koreaanse hipster                                | 1 afl.  |
| 2012      | The Johnnies                    | Mike                                             | 4 afl.  |
| 2013      | Supah Ninjas                    | Ishina Ninja / Flint's handlanger / Mayhem / ... | 8 afl.  |
| 2013      | Perception                      | Quang Brother                                    | 1 afl.  |
| 2014      | Castle                          | Lee Tong                                         | 1 afl.  |
| 2014      | Street Fighter: Assassin's Fist | Ryu                                              | 9 afl.  |
| 2014      | True Blood                      | Yakuza                                           | 1 afl.  |
| 2015-2017 | Empire                          | Steve Cho                                        | 9 afl.  |
| 2016      | Street Fighter: Resurrection    | Ryu                                              | 4 afl.  |
| 2017      | On the Scene with Lindalee      | Triton                                           | 1 afl.  |
| 2017      | Inhumans                        | Triton                                           | 3 afl.  |

### Prijzen en nominaties
| Jaar | Prijs                      | Categorie                                             | Film/Serie                    | Resultaat   |
| ---- | -------------------------- | ----------------------------------------------------- | ----------------------------- | ----------- |
| 2020 | CinEuphoria Awards         | Best Duo - International Competition                  | Once Upon a Time in Hollywood | Genomineerd |
| 2020 | CinEuphoria Awards         | Best Ensemble - International Competition             | Once Upon a Time in Hollywood | Genomineerd |
| 2020 | Gold Derby Awards          | Ensemble Cast                                         | Once Upon a Time in Hollywood | Genomineerd |
| 2020 | Gold Derby Awards          | Ensemble of the Decade                                | Once Upon a Time in Hollywood | Genomineerd |
| 2020 | OFTA Film Award            | Best Ensemble                                         | Once Upon a Time in Hollywood | Genomineerd |
| 2020 | Screen Actors Guild Awards | Outstanding Performance by a Cast in a Motion Picture | Once Upon a Time in Hollywood | Genomineerd |

- Biblioteca Nacional de España: XX5545467
- Bibliothèque nationale de France: cb16985010q (data)
- International Standard Name Identifier: 0000 0004 5338 1732
- Library of Congress Control Number: no2020000853
- Nationale Bibliotheek van Israël: 987009445028705171
- Virtual International Authority File: 317032623